# Velika nagrada Katara
Velika nagrada Katara je automobilistička utrka Formule 1, koja će se prvi put voziti na tom natjecanju 2021. Katar je zauzeo posljednje mjesto u kalendaru Formule 1 2021. umjesto otkazane Velike nagrade Australije, ali je i osigurao mjesto u kalendaru od 2023. Katar je bio favorit za to mjesto zbog staze Losail koja ima FIA Grade 1 licencu nužnu za održavanje utrka Formule 1, a i blizu je utrka koje su na rasporedu iza nje, Velike nagrade Saudijske Arabije i Velike nagrade Abu Dhabija. Staza Losail domaćin je Svjetskog prvenstva u motociklizmu MotoGP utrka od 2004. i ima rasvjetu, baš kao i Bahrein i Abu Dhabi, tako da će se utrka moći voziti i u večernjem terminu.

## Pobjednici

### Pobjednici po godinama
| Godina | Vozač          | Bolid    |
| ------ | -------------- | -------- |
| 2021.  | Lewis Hamilton | Mercedes |

## Vanjske poveznice
- Qatar Grand Prix - Stats F1